# Warszówka (województwo wielkopolskie)
Warszówka – wieś w Polsce, w województwie wielkopolskim, w powiecie kaliskim, w gminie Blizanów; graniczy z Kaliszem.
W latach 1975–1998 miejscowość należała administracyjnie do województwa kaliskiego.